# 3-methylpentan-3-ol
3-methylpentan-3-ol is een organische verbinding met als brutoformule C6H14O. De stof behoort tot de klasse der tertiaire alcoholen.

## Synthese
De synthese van 3-methylpentan-3-ol verloopt via een dubbele Grignard-reactie tussen ethylmagnesiumbromide en ethylacetaat in watervrije diethylether of tetrahydrofuraan als oplosmiddel:
Uitgaande van butanon regageert ethylmagnesiumbromide in een enkele Grignard-reactie onder dezelfde reactieomstandigheden ook tot 3-methylpentan-3-ol.

## Toepassing
3-methylpentan-3-ol wordt toegepast in de synthese van de tranquillizer emylcamaat.